# Înaltul Comisar al ONU pentru drepturile omului
Înaltul Comisar al Națiunilor Unite pentru drepturile omului este un departament al Secretariatului Națiunilor Unite care lucrează pentru promovarea și protejarea drepturile omului care sunt garantate de dreptul internațional și stipulate în Declarația Universală a Drepturilor Omului din 1948. Biroul a fost înființat de Adunarea Generală a ONU la 20 decembrie 1993 în urma Conferinței Mondiale a Drepturilor Omului din 1993.